# Премія «Золота дзиґа» за найкращий фільм
Премія «Золота дзиґа» за найкращий фільм — одна з кінематографічних нагород, яку надає Українська кіноакадемія в рамках Національної кінопремії Золота дзиґа. Її присуджують найкращому повнометражному фільму українського виробництва починаючи з церемонії Першої національної кінопремії 2017 року.
Першим переможцем у цій номінації став фільм «Гніздо горлиці» режисера Тараса Ткаченка. Премію на церемонії Першої національної кінопремії, що відбулася 20 квітня 2017 року вручив фільму Голова правління Української кіноакадемії, режисер, сценарист та актор Михайло Іллєнко.

## Переможці та номінанти
Нижче наведено список фільмів, які отримали цю премію, а також номінанти. 
★ Імена переможців виділені окремим кольором

## 2010-ті
| Церемонії   | Назва фільму                              | Кіностудія | Режисер(и)          | Продюсер(и)                                                                                         |
| ----------- | ----------------------------------------- | --- | ------------------- | --------------------------------------------------------------------------------------------------- |
| 1-ша (2017) | ★ «Гніздо горлиці»                        | «ІнсайтМедіа» | Тарас Ткаченко      | Володимир Філіппов, Андрій Суярко, Алла Овсяннікова                                                 |
| 1-ша (2017) | «Моя бабуся Фані Каплан»                  | «Гагарін Медіа» | Олена Дем'яненко    | Дмитро Томашпольський, Олена Дем'яненко                                                             |
| 1-ша (2017) | «Слуга народу 2»                          | «Студія Квартал-95» | Олексій Кирющенко   | Володимир Зеленський, Андрій Яковлєв, Сергій Шефір, Борис Шефір                                     |
| 1-ша (2017) | «Тепер я буду любити тебе»                | «Інтерфільм», «Artizm Ltd.» | Роман Ширман        | Олена Фетісова, Володимир Козир                                                                     |
| 2-га (2018) | ★ «Кіборги»                               | «Ідас Філм» | Ахтем Сеітаблаєв    | Іванна Дядюра                                                                                       |
| 2-га (2018) | «DZIDZIO Контрабас»                       | «Solar Media Entertainment» | Олег Борщевський    | Сергій Лавренюк, Михайло Хома, Павло Сушко                                                          |
| 2-га (2018) | «Припутні»                                | «Star Media» | Аркадій Непиталюк   | Юрій Мінзянов, Влад Ряшин                                                                           |
| 2-га (2018) | «Рівень чорного»                          | «Garmata Film» | Валентин Васянович  | Ія Мислицька, Денис Іванов, Валентин Васянович                                                      |
| 2-га (2018) | «Стрімголов»                              | «ІнсайтМедіа», «Тато фільм» | Марина Степанська   | Володимир Філіппов, Олена Єршова, Алла Овсяннікова, Андрій Ящишин, Катерина Лачіна                  |
| 3-тя (2019) | ★ «Донбас»                                | «Артхаус Трафік», «Ma.Ja.De Filmproduktions-GmbH», «JBA Production», «Graniet Film», «Wild at Art», «Atoms & Void», «Digital Cube Post-Production» | Сергій Лозниця      | Денис Іванов                                                                                        |
| 3-тя (2019) | «Брама»                                   | «Directory Films» | Володимир Тихий     | Ігор Савиченко, Марко Супрун, Володимир Тихий, Володимир Філіппов, Алла Овсяннікова, Андрій Суярко  |
| 3-тя (2019) | «Гірська жінка: на війні»                 | «Slot Machine», «Gulldrengurinn», «Vintage Pictures», «Köggull», «Solar Media Entertainment»                                                       | Бенедикт Ерлінгссон | Сергій Лавренюк                                                                                     |
| 3-тя (2019) | «Дике поле»                               | «Limelite», «Film Brut» | Ярослав Лодигін     | Володимир Яценко                                                                                    |
| 3-тя (2019) | «Коли падають дерева»                     | «Directory Films», «Message FIlm», «Fokus In», «Solar Media Entertainment»                                                                         | Марися Нікітюк      | Ігор Савиченко, Роман Климпуш, Володимир Філіппов, Сергій Лавренюк, Алла Овсяннікова, Андрій Суярко |
| 4-та (2020) | ★ «Мої думки тихі»                        | «Toy Cinema» | Антоніо Лукіч       | Дмитро Суханов, Алла Біла                                                                           |
| 4-та (2020) | «Вулкан»                                  | «Татофільм», ГО «Південь», «Elemag pictures GmbH»                                                                                                  | Роман Бондарчук     | Олена Єршова                                                                                        |
| 4-та (2020) | «Гуцулка Ксеня»                           | «Гагарін Медіа» | Олена Дем'яненко    | Олена Дем'яненко, Дмитро Томашпольський                                                             |
| 4-та (2020) | «Додому»                                  | «Limelite» | Наріман Алієв       | Володимир Яценко                                                                                    |
| 4-та (2020) | «Співає Івано-Франківськтеплокомуненерго» | «Phalanstery Films» | Надія Парфан        | Ілля Гладштейн                                                                                      |

## 2020-ті
| Церемонії   | Назва фільму                    | Кіностудія                                                            | Режисер(и)               | Продюсер(и)                                                                                         |
| ----------- | ------------------------------- | --------------------------------------------------------------------- | ------------------------ | --------------------------------------------------------------------------------------------------- |
| 5-та (2021) | ★ «Атлантида»                   | «Garmata Film», «Limelite»                                            | Валентин Васянович       | Володимир Яценко, Валентин Васянович, Ія Мислицька                                                  |
| 5-та (2021) | «Земля блакитна, ніби апельсин» | «Альбатрос Комунікос», «Мунмейкерс»                                   | Ірина Цілик              | Анна Капустіна, Гєдре Жицкіте                                                                       |
| 5-та (2021) | «Погані дороги»                 | «Kristi Films»                                                        | Наталія Ворожбит         | Юрій Мінзянов, Дмитро Мінзянов                                                                      |
| 5-та (2021) | «Толока»                        | «Іллєнко Фільм»                                                       | Михайло Іллєнко          | Михайло Іллєнко, Пилип Іллєнко, Андрій Різоль, Маріанна Новікова                                    |
| 5-та (2021) | «Черкаси»                       | «МКК Film Service», «Inter Media»                                     | Тимур Ященко             | Марта Лотиш, Ірина Клименко                                                                         |
| 6-та (2022) | ★«Стоп-Земля»                   | «ESSE Production House»                                               | Катерина Горностай       | Віталій Шереметьєв, Ольга Бесхмельниціна, Наталія Лібет, Віка Хоменко                               |
| 6-та (2022) | «Зошит війни»                   | «Вавилон'13»                                                          | Роман Любий              | Марко Супрун                                                                                        |
| 6-та (2022) | «Із зав'язаними очима»          | «Сучасне Українське Кіно»                                             | Тарас Дронь              | Валерія Сочивець                                                                                    |
| 6-та (2022) | «Носоріг»                       | «Cry Cinema», «Arthouse Traffic»                                      | Олег Сенцов              | Денис Іванов, Олег Сенцов                                                                           |
| 6-та (2022) | «Терикони»                      | «ІнсайтМедіа»                                                         | Тарас Томенко            | Володимир Філіппов, Алла Овсяннікова, Андрій Суярко, Олександр Коваленко                            |
| 6-та (2022) | «Цей дощ ніколи не скінчиться»  | «Tabor Productions»                                                   | Аліна Горлова            | Максим Наконечний                                                                                   |
| 7-ма (2023) | ★«Памфір»                       | «BosonFilm», «Les Films d'Ici», «Madants»                             | Дмитро Сухолиткий-Собчук | Олександра Костіна, Євгенія Яцута, Артем Колюбаєв, Альона Тимошенко                                 |
| 7-ма (2023) | «Бачення метелика »             | «TABOR production», «MasterFilm», «4Films», «Sisyfos Film Production» | Максим Наконечний        | Дар'я Бассель, Єлизавета Сміт                                                                       |
| 7-ма (2023) | «Відблиск»                      | «Limelite», «ForeFilms»                                               | Валентин Васянович       | Володимир Яценко, Анна Яценко, Валентин Васянович, Ія Мислицька                                     |
| 7-ма (2023) | «Клондайк»                      | «KEDR FILM», «Protim Video Production»                                | Марина Ер Горбач         | Святослав Булаковський, Марина Ер Горбач                                                            |
| 7-ма (2023) | «Люксембург, Люксембург»        | «Limelite», «ForeFilms»                                               | Антоніо Лукіч            | Володимир Яценко, Анна Яценко                                                                       |
| 8-ма (2024) | ★«20 днів у Маріуполі»          | «PBS Frontline»                                                       | Мстислав Чернов          | Мстислав Чернов, Мішель Мізнер, Рейні Аронсон, Дерл МакКрудден, Ліндсі Шнайдер, Василиса Степаненко |
| 8-ма (2024) | «Довбуш»                        | «Pronto film»                                                         | Олесь Санін              | Максим Асадчий, Данило Білак                                                                        |
| 8-ма (2024) | «Ля Палісіада»                  | «ВІАТЕЛ», «Сучасне Українське Кіно»                                   | Філіп Сотниченко         | Валерія Сочивець, Сашко Чубко, Галина Криворчук                                                     |
| 8-ма (2024) | «Уроки толерантності»           | «Solar Media Entertainment»                                           | Аркадій Непиталюк        | Сергій Лавренюк                                                                                     |
| 8-ма (2024) | «Як там Катя?»                  | «Евос фільм»                                                          | Крістіна Тинькевич       | Ольга Матат, Влад Дудко, Сергій Коннов                                                              |

## Рекорди

### За кіностудіями
Кіностудії, фільми виробництва яких, були найбільше разів номіновані чи ставали лауреатами «Золотої дзиґи». 
 Жирним шрифтом виділений рік в якому фільм кіностудії ставав лауреатом.
| Назва кіностудії            | Перемоги | Номінації | Номінації та перемоги за роками |
| --------------------------- | -------- | --------- | ------------------------------- |
| «Limelite»                  | 1        | 3         | 2019, 2020, 2021                |
| «Інсайт медіа»              | 1        | 2         | 2017, 2018                      |
| «Garmata Film»              | 1        | 2         | 2018, 2021                      |
| «ESSE Production House»     | 1        | 1         | 2022                            |
| «Bosonfilm»                 | 1        | 1         | 2023                            |
| «PBS Frontline»             | 1        | 1         | 2024                            |
| «Solar Media Entertainment» | —        | 3         | 2018, 2019, 2019                |
| «Гагарін Медіа»             | —        | 2         | 2017, 2020                      |
| «Татофільм»                 | —        | 2         | 2018, 2020                      |
| «Directory Films»           | —        | 2         | 2019, 2019                      |

### За режисерами
| Режисер                  | Перемоги | Номінації | Номінації та перемоги за роками |
| ------------------------ | -------- | --------- | ------------------------------- |
| Тарас Ткаченко           | 1        | 1         | 2017                            |
| Ахтем Сеітаблаєв         | 1        | 1         | 2018                            |
| Сергій Лозниця           | 1        | 1         | 2019                            |
| Катерина Горностай       | 1        | 1         | 2022                            |
| Дмитро Сухолиткий-Собчук | 1        | 1         | 2023                            |
| Мстислав Чернов          | 1        | 1         | 2024                            |
| Антоніо Лукіч            | 1        | 2         | 2020, 2023                      |
| Валентин Васянович       | 1        | 3         | 2018, 2021, 2023                |
| Аркадій Непиталюк        | —        | 2         | 2018, 2024                      |

### За продюсерами
| Продюсер              | Перемоги | Номінації | Номінації та перемоги за роками |
| --------------------- | -------- | --------- | ------------------------------- |
| Володимир Філіппов    | 1        | 4         | 2017, 2018, 2019, 2019          |
| Алла Овсяннікова      | 1        | 4         | 2017, 2018, 2019, 2019          |
| Андрій Суярко         | 1        | 3         | 2017, 2019, 2019                |
| Володимир Яценко      | 1        | 3         | 2019, 2020, 2021                |
| Денис Іванов          | 1        | 2         | 2018, 2019                      |
| Валентин Васянович    | 1        | 2         | 2018, 2021                      |
| Ія Мислицька          | 1        | 2         | 2018, 2021                      |
| Сергій Лавренюк       | —        | 3         | 2018, 2019, 2019                |
| Олена Дем'яненко      | —        | 2         | 2017, 2020                      |
| Дмитро Томашпольський | —        | 2         | 2017, 2020                      |
| Олена Єршова          | —        | 2         | 2018, 2020                      |
| Юрій Мінзянов         | —        | 2         | 2018, 2021                      |
| Ігор Савиченко        | —        | 2         | 2019, 2019                      |